# 坎贝尔港国家公园
坎贝尔港国家公园（英語：Port Campbell National Park）是澳大利亚維多利亞州的一个國家公園，占地面积约1,750-公頃（4,300-英畝），位于首府墨尔本西南方向约190（120英里），瓦南布爾以东10（6.2英里）。

## 景点
- 十二使徒岩
- 伦敦拱桥
- 阿德湖峡